# İsmet Gökseloğlu
İsmet Gökseloğlu (* 26. April 1994 in Izmir) ist ein türkischer Fußballspieler.

## Karriere

### Verein
Gökseloğlu kam in Konak, einem Stadtteil der westtürkischen Hafenstadt Izmir auf die Welt und begann mit dem Vereinsfußball in der Jugend von Çeşme Belediyespor. Nach zwei Jahren wechselte er in die Jugend von Altay Izmir. 2011 wurde er Siebzehnjähriger mit einem Profivertrag ausgestattet in den Profikader involviert und gab in der Ligabegegnung vom 1. Oktober 2011 gegen Kocaelispor sein Profidebüt. Nachdem er bis zum Saisonende in vier weiteren Pflichtspielen eingesetzt wurde, steigerte er seine Einsätze in der darauffolgenden Spielzeit auf zwölf Spiele.
Zur Saison 2014/15 wechselte Gökseloğlu zum Ligarivalen 1461 Trabzon. Ohne einen Einsatz für seinen neuen Klub absolviert zu haben, wurde er für die Rückrunde dieser Saison an den Viertligisten Erzincan Refahiyespor ausgeliehen. Von diesem Klub kehrte er bereits im Februar 2015 zurück. Am Ende der Drittligasaison 2014/15 konnte er ohne Einsatz mit 1461 Trabzon die Play-offs der Liga gewinnen und damit den direkten Wiederaufstieg erreichen.

### Nationalmannschaft
Gökseloğlu spielte 2012 fünfmal für die türkischen U-18-Nationalmannschaft. Im selben Jahr wurde er zweimal für die türkische U-19 nominiert, blieb aber bei diesen Partien ohne Spieleinsatz.

## Erfolge
Mit 1461 Trabzon
- Play-off-Sieger der TFF 2. Lig und Aufstieg in die TFF 1. Lig: 2014/15 (Ohne Einsatz)